# Short Shetland
El Short Shetland fue un hidrocanoa británico cuatrimotor de alta velocidad y largo alcance construido por Short Brothers en Rochester, Kent, para su uso durante la Segunda Guerra Mundial. Fue diseñado para cubrir un requisito del Ministerio del Aire (definido en la Especificación R.14/40) para un hidrocanoa de reconocimiento de muy largo alcance. El diseño utilizó la experiencia de la empresa en la producción a gran escala del Short Sunderland. El final de la Segunda Guerra Mundial impidió que el Shetland entrara en producción. Fue el primer avión diseñado con un sistema eléctrico de 110 voltios.

## Diseño y desarrollo
La especificación R.14/40 reemplazó una especificación anterior (R.5/39), que era una revisión mejorada de la especificación R.3/38 por un hidrocanoa más rápido que el Short Sunderland. Shorts, entre otros, había licitado un diseño para cubrir la R.5/39, pero el ministerio había cambiado de opinión sobre la necesidad de un reemplazo inmediato para el Sunderland. La R.5/39 había considerado un peso máximo de hasta 38 102 kg (la R.14/40 permitía un despegue máximo de casi 45 359 kg, con una carga de bombas de 9072 kg). Los motores proyectados fueron el radial Bristol Centaurus o el lineal Napier Sabre.
En la licitación competitiva por la R.14/40 participaron Shorts y el otro fabricante británico de grandes hidroaviones, Saunders-Roe (Saro); este último propuso el Saunders-Roe S.41. En lugar de seleccionar el diseño de cualquiera de las compañías, el Ministerio del Aire pidió a las mismas que presentaran un proyecto combinado, estipulando los términos bajo los cuales se compartiría el trabajo entre ellas. El diseño en detalle fue realizado por Saro, y su experiencia con el Saro Shrimp contribuyó a la forma del casco, así como a la construcción del ala. Shorts construiría el casco y la cola y realizaría el montaje final.

## Variantes
Short S.35 Shetland I
El primer prototipo y el que iba a ser el único Shetland I (matrícula DX166) voló por primera vez el 14 de diciembre de 1944, pilotado por el piloto de pruebas jefe de Shorts, John Lankester Parker, como capitán y Geoffrey Tyson como copiloto. El avión voló sin torretas (su función había sido revisada a la de transporte desarmado antes de su vuelo inaugural). Fue entregado al Marine Aircraft Experimental Establishment (MAEE) en Felixstowe en octubre de 1945. Las pruebas indicaron un manejo satisfactorio en el agua, pero los flotadores estabilizadores estaban montados demasiado bajo y no ofrecían suficiente espacio para realizar despegues con carga máxima. Las pruebas de vuelo revelaron problemas con la armonización de los controles y con la estabilidad longitudinal marginal. Antes de que finalizaran las pruebas, el avión se incendió en sus amarres el 28 de enero de 1946, como resultado de un incendio en la cocina.
Short S.40 Shetland II
Con el final de la guerra, el segundo prototipo (matrícula DX171) se completó como transporte civil y fue denominado Shetland II. Fue diseñado para transportar 70 pasajeros, pero sólo se instalaron 40 asientos. Registrado como G-AGVD, el primer vuelo del Shetland Mk. II tuvo lugar el 17 de septiembre de 1947. Después de las pruebas, fue entregado a la fábrica de Short en Belfast, pero no recibió pedidos y sólo realizó pruebas de vuelo limitadas antes de ser desguazado en 1951.

## Especificaciones (S.35)
Referencia datos: British Flying Boats

### Características generales
- Tripulación: Once
- Longitud: 33,5 m (110 ft)
- Envergadura: 45,8 m (150,3 ft)
- Altura: 11,3 m (37 ft)
- Superficie alar: 243,8 m² (2624,3 ft²)
- Peso vacío: 34 410 kg (75 839,6 lb)
- Peso cargado: 54 431 kg (119 965,9 lb) [2]
- Peso máximo al despegue: 56 699 kg (124 964,6 lb)
- Planta motriz: 4× motor radial de 18 cilindros refrigerado por aire Bristol Centaurus VII.
  - Potencia: 1900 kW (2620 HP; 2584 CV) cada uno.

### Rendimiento
- Velocidad máxima operativa (Vno): 423 km/h (263 MPH; 228 kt)
- Velocidad crucero (Vc): 295 km/h (183 MPH; 159 kt)
- Alcance: 6400 km (3456 nmi; 3977 mi) (25 h 50 min)
- Techo de vuelo: 5200 m (17 060 ft) [2]
- Régimen de ascenso: 4,6 m/s (906 ft/min)

### Armamento
- Ametralladoras: 

  - 6x Browning de 12,7 mm en tres torretas dobles en posiciones de morro, media superior y de cola
  - 2 de 12,7 mm en posiciones simples laterales
- Bombas: Hasta 1800 kg de bombas o cargas de profundidad

## Aeronaves relacionadas

### Aeronaves similares
- Blohm & Voss BV 222 Wiking
- Blohm & Voss BV 238
- Consolidated PB2Y Coronado
- Martin JRM Mars

### Secuencias de designación
- Secuencia S._ (interna de Short, posterior a 1921): ← S.32 - S.33 - S.34 - S.35 - S.36 - S.37 - S.38 - S.39 - S.40 - S.41 - S.42 - S.43 →